# Фацио, Расселл
Фацио Расселл (англ. Russell H. Fazio) — американский социальный психолог, известный своей исследовательской работой в 1980-е, которая положила начало социальному познанию в сфере психологии.

## Биография и карьера
Расселл Фацио родился 9 октября 1952 в Ютике (штат Нью-Йорк). Получил степень бакалавра в Корнеллском университете, окончив его с отличием в 1974 году. Повышал квалификацию в Принстонском университете, получив там в 1976 году степень магистра и в 1978 году докторскую степень в области социальной психологи на факультете психологии. Являлся членом студенческого братства Phi Beta Kappa, а также награждался грантами Porter Ogden Jacobus Fellowship и NSF Graduate Fellowship.
Программа исследований Фацио была направлена на изучение таких установок, как предрассудки и стереотипы. Исследование было сосредоточено на том, как соотносятся внимание, классификация, суждение, поведение и функциональная значимость подобных отношений. Он также проводил исследования по неявному развитию отношений через классическое обуславливание и формирование отношений через исследовательское поведение, а также проводил опосредованное измерение отношений. Он разработал концепцию фиксированной установки, опираясь на работу Шванефилдта и Мейера от 1971 года, суть которой заключается в автоматической активизации имплицитной памяти через ассоциации.

### Академические должности
В период с 1978 по 1981 года Расселл Фацио работал доцентом (Assistant professor) психологии в Индианском университете. В 1981—1985 годах Фацио там же являлся адъюнкт-профессором (Associate Professor) психологии. В 1985—2001 Фацио был профессором психологии и когнитивных наук. В 1995 Фацио был приглашённым профессором в Эксетерском университете. В 2001—2002 годах он стал заслуженным профессором социальных и поведенческих наук факультета психологии в Университете штата Огайо. В настоящее время он является профессором психологии университета штата Огайо.

### Прочая деятельность
Фацио был членом следующих организаций:
- APA Division 8 Publications Committee (член, 1985—1987, председатель, 1988)
- NIMH Mental Health Behavioral Sciences Research Review Committee, 1988-92
- Committee on Science Initiatives, Society for Personality and Social Psychology, 1990-92
- NIMH Workshop on Integrating Social Psychological Theory in AIDS Research, 1994
- National Science Foundation Workshop on Global Change, 1994
- Fellows Committee, Society for Personality and Social Psychology, 1996-98
- NIH Behavioral and Social Sciences Review Integration Panel, 1998
- APA Early Career Award Selection Panel, 2000
- Executive Committee, Society of Experimental Social Psychology, 2002-05
- Membership Committee (Chair), Society of Experimental Social Psychology, 2003-05[4]

## Публикации
- Cooper, J., & Fazio, R. H. (1984). A new look at dissonance theory. In L. Berkowitz (Ed.), Advances in experimental social psychology (Vol. 17, pp. 229–266). New York: Academic Press.
- Fazio, R. H. (1987). Self-perception theory: A current perspective. In M. P. Zanna, J. M. Olson, C. P. Herman (Eds.), Social influence: The Ontario symposium (Vol. 5, pp. 129–150). Hillsdale, N.J.: Erlbaum
- Fazio, R. H. (1995). Attitudes as object-evaluation associations: Determinants, consequences, and correlates of attitude accessibility. In R. E. Petty J. A. Krosnick (Eds.), Attitude strength: Antecedents and consequences (pp. 247–282). Hillsdale, NJ: Erlbaum.
- Fazio, R. H. (2007). Attitudes as object-evaluation associations of varying strength. Social Cognition, 25, 603—637.
- Fazio, R. H., Jackson, J. R., Dunton, B. C., & Williams, C. J. (1995). Variability in automatic activation as an unobtrusive measure of racial attitudes: A bona fide pipeline? Journal of Personality and Social Psychology, 69, 1013—1027.
- Fazio, R. H., Lenn, T. M., & Effrein, E. A. (1984). Spontaneous attitude formation. Social Cognition, 2, 217—234.
- Fazio, R. H., & Olson, M. A. (2003). Implicit measures in social cognition research: Their meaning and use. Annual Review of Psychology, 54, 297—327.
- Fazio, R. H., & Zanna, M. P. (1981). Direct experience and attitude-behavior consistency. In L. Berkowitz (Ed.), Advances in experimental social psychology (Vol. 14, pp. 161–202). New York: Academic Press.
- Petty, R. E., Fazio, R. H., & Briñol, P. (Eds.) (2009). Attitudes: Insights from the new implicit measures. New York, NY: Psychology Press.